# お客様は王様かよっ!?
『お客様は王様かよっ!?』（おきゃくさまはおうさまかよっ!?）は、フジテレビ系列にて2007年から不定期で放送されていたバラエティ特別番組である。2013年まで8回放送された。

## 概要
「クレーム処理」というテーマに基づいて実在する被験者が語った仰天エピソードを「再現ドラマ」で紹介、または企業や団体のクレーム処理を密着取材も行っている。

## 主なコーナー
- 仰天苦情ファイル

## 放送日・タイトル
※放送日時は日本標準時。視聴率はビデオリサーチ関東地区調べ。
| 回数  | 放送日         | タイトル                                                    | 視聴率 |
| ----- | -------------- | ----------------------------------------------------------- | ------ |
| 第1回 | 2007年5月29日  | お客様は神様かよっ!? 本当にあった爆笑仰天クレーム40連発     | 12.9%  |
| 第2回 | 2008年1月29日  | お客様は王様かよっ!? 本当にあった爆笑仰天クレーム30連発     | 15.0%  |
| 第3回 | 2008年7月8日   | お客様は王様かよっ!? 本当にあった爆笑仰天クレーム40連発     | 11.6%  |
| 第4回 | 2008年11月25日 | お客様は王様かよっ!? 本当にあった爆笑仰天クレーム第4弾      | 12.5%  |
| 第5回 | 2009年7月28日  | お客様は王様かよっ!? 本当にあった爆笑仰天クレーム40連発     | 12.9%  |
| 第6回 | 2010年9月23日  | お客様は王様かよっ!? 本当にあった仰天驚きクレーム完全密着SP | 12.7%  |
| 第7回 | 2012年1月31日  | お客様は王様かよっ!? 本当にあった爆笑仰天クレーム第7弾SP    | 11.0%  |
| 第8回 | 2013年11月19日 | お客様は王様かよっ!? 本当にあった爆笑仰天クレーム第8弾SP    |        |

## 出演者

### 司会
- 堺正章
- さまぁ〜ず（大竹一樹、三村マサカズ）

### アシスタント
- 佐々木恭子（フジテレビアナウンサー、第1〜5・8回）
- 加藤綾子（フジテレビアナウンサー、第6,7回）

### ゲストパネラー
第2回
- 梅沢富美男
- 高畑淳子
- 羽野晶紀
- ふかわりょう
- 細川茂樹
- マリエ
- 八代英輝
- 川田茂雄（クレーム処理研究会）

第3回
- 北村総一朗
- 高畑淳子
- アンタッチャブル（柴田英嗣、山崎弘也）
- 西川史子
- 山崎樹範
- 八田亜矢子
- 八代英輝

第4回
- 中尾彬
- 松本伊代
- 袴田吉彦
- 千秋
- ふかわりょう
- 木下優樹菜
- 名越康文（精神科医）
- 石丸幸人

第5回
- 板東英二
- おすぎ
- 関根勤
- 井森美幸
- ふかわりょう
- 矢口真里
- 優木まおみ
- しずる（村上純、池田一真）
- 名越康文（精神科医）

第6回
- 大竹まこと
- 北斗晶
- 磯野貴理子
- 六角精児
- アンガールズ（田中卓志、山根良顕）
- AKB48（板野友美、松原夏海、石田晴香）
- 名越康文（精神科医）

第7回
- 和田アキ子
- 平愛梨
- 大久保佳代子（オアシズ）
- ふかわりょう
- 室井佑月
- やくみつる
- ロッチ（中岡創一、コカドケンタロウ）

### ナレーション
- 杉本るみ（第1〜5,7回）
- 小山茉美（第6回）
- あおい洋一郎
- 田子千尋（第7回）

## スタッフ
第8回時点
- 編成企画：松本祐紀・浜野貴敏（2人共フジテレビ、浜野→#1が編成、#2〜7がプロデューサー、#8が編成企画）
- 構成：高野健生、キシモトジュン太、若井優介
- TP：高瀬義美
- SW：小川利行
- CAM：小出豊
- VE：高橋正直
- AUD：加瀬悦史（#6,8）
- LT：谷口明美（fmt、#6,7はFLT）
- スタジオ技術：ニユーテレス
- 美術プロデューサー：木村文洋
- デザイン：別所晃吉
- 美術進行：横山勇（#6,8）
- 大道具製作：卜部徹夫（#7〜）
- 大道具操作：大坪信昭（#7〜）
- 電飾：福田隆正（#6,8）
- アクリル装飾：松本健（#6,8）
- 装飾：武田正邦
- モニター：野上顕如
- アートオブジェ：藤生由紀
- メイク：武部千里
- 美術協力：フジアール
- ロケ技術：DEEP、ジェイ・ビジョン、ティ・ピー・ブレーン、江森太一
- 編集：伊藤聡彦（麻布プラザ）
- MA：飯田太志（麻布プラザ）
- 音響効果：篠原光（佳夢音、#6,8）
- イラスト：グレートインターナショナル（CGでは#8を除く）
- TK：後藤有紀
- 広報：加藤麻衣子（フジテレビ）
- デスク：坂下きよみ
- AD：牧戸城司、山本薫理、久保孝平、植村将之
- AP：山下真理子、中垣佐知子
- ディレクター：渡辺恭三、山本和子、岡部剛（岡部→#6,8ではディレクター、#7ではFD）、配島徹也、岸憲人（岸→#6ではFD、#8ではディレクター）、辻正記
- 演出：千葉隆弥
- プロデューサー：金田武信
- 制作協力：ダイナマイトレボリューションカンパニー（クレジット表記なし）
- 企画制作：フジテレビ（#7までは制作著作名義）
- 制作著作：MADWORDS（#7までは制作協力名義）

### 過去のスタッフ
- 構成：海老克哉（#1〜7）、上原銀河（#7）、上下真三（#7）
- SW：岩田一巳（#6,7）
- CAM：長瀬正人（#6）、宮崎健司（#7）
- VE：瀧本恵司（#6）、谷古宇利勝（#7）
- AUD：本間祥吾（#6,7）
- LT：小井手正夫（FLT、#6）
- 美術進行：小山千香子（#8）
- 大道具製作：大野寿子（#6）
- 大道具操作：成井一浩（#6）
- 電飾：森智（#7）
- アクリル装飾：大竹由里子（#7）
- 装飾：高田修司（#7）
- モニター：西脇正則（#7）
- 生花装飾 → アートオブジェ：山寺由美（#6,7）
- メイク：特攻隊（#1〜6）、山田かつら（#7）
- 編集：小宮純一（麻布プラザ、#6）、朝日豊（麻布プラザ、#6）、宮島洋介（麻布プラザ、#7）
- 音響効果：柴田理恵（佳夢音、#6）
- 技術協力：アンサーズ（#1,2）
- 協力：メディアンド
- リサーチ：P・Aライターズ（#6）、藤本千尋（#7）、西岡創（#7）
- 編成：佐々木渉（フジテレビ、#6）、加藤達也（フジテレビ、#7）
- 広報：正岡高子（フジテレビ、#6）
- デスク：遠藤千恵美（フジテレビ、#6）、古賀美由紀（フジテレビ、#7）
- AD：林剛史（#6）、庄子伸正（#7）、泉勇人（#7）
- ディレクター：笠原裕明（#6）、樽見近工（#6）、丹羽秀樹（#7）、小澤裕介（#7）
- 制作：フジテレビバラエティ制作センター（#7まで）

## 関連番組
- Cの嵐!